# Église Sainte-Thérèse de l'Enfant-Jésus d'Amiens
L'église Sainte-Thérèse de l'Enfant-Jésus d'Amiens est une église catholique situé dans le quartier dit du Pigeonnier, quartier de grands ensembles d'habitation au nord de la ville d'Amiens, dans le département de la Somme.

## Historique
L'église a été implanté dans un lieu neuf, le nouveau quartier Amiens-Nord pour qu'il bénéficie d'un lieu de culte catholique.

## Caractéristiques
L'église est construite en brique sur une ossature en béton armé, qui constitue également le matériau de couverture. La façade en brique est renforcée par deux contreforts latéraux. Le porche permet d'accéder à l'édifice par un portail central et deux portes latérales. Le clocher indépendant est bâti sur le côté ouest de l'église.
La nef unique est allongée et éclairée au sud par un fenestrage continu; une tribune surmonte l'entrée. Le chœur est matérialisé par le niveau moins élevé du plafond. Le chevet est plat, le baptistère est implanté dans l'angle nord-ouest.